# 海豚航空
海豚航空（Air Dolphin，平假名：株式会社エアードルフィン）為一家日本沖繩縣的航空公司。主要業務是服務出租和遊覽飛行。

## 航点
- 奄美機場
- 德之島機場
- 沖永良部機場
- 與論機場
- 慶良間機場
- 伊江島機場
- 粟國機場
- 伊是名降落場
- 久米島機場
- 北大東機場
- 南大東機場
- 宮古機場
- 多良間機場
- 石垣機場
- 波照間機場
- 與那國機場

## 不定期航線
- 那霸機場 - 沖永良部機場、伊江島機場、伊是名降落場
- 石垣機場 - 波照間機場、多良間機場

## 機隊
- Britten-Norman Islander BN-2B
- 塞斯納C-172
- 塞斯納208B
- 塞斯納206

## 外部連結
http://www.air-dolphin.com/index.html （页面存档备份，存于）